# Matt Johnson (pianiste)
Pour les articles homonymes, voir Matt Johnson (homonymie) et Johnson.
Matt Johnson, né le 3 février 1969 à Bournemouth sur la côte sud de l'Angleterre, est un pianiste britannique actuellement dans le groupe Jamiroquai.

## Biographie
Matt est né à Bournemouth le 3 février 1969. Fils de musicien, à 5 ans il savait déjà jouer du piano. Avant d'arriver dans le groupe de Jason Kay, Matt était auteur et interprète du groupe Sunray de Kim Mazell. Avec ce groupe, il a enregistré des chansons connues comme "Perhaps" et "Nu Hope". Il a aussi écrit et produit des artistes comme Alexia et aussi joué pour Craig David.
Il a croisé la route de Jamiroquai lors d'une audition en 2001 pour remplacer Toby Smith qui avait quitté le groupe auparavant. Son audition s'est bien passée et quelque temps après, il a commencé à être le principal compositeur du groupe avec Jason Kay et Rob Harris, notamment dans l'album Dynamite, où il compose la plupart des chansons.